# Naharija
Naharija (hebrejsky נַהֲרִיָּה‎, od hebrejského slova nahar doslova „řeka“, arabsky نهاريّا‎, v oficiálním přepisu do angličtiny Nahariyya, přepisováno též Nahariya nebo Naharia) je město v severním distriktu v Izraeli.

## Geografie
Leží v nadmořské výšce 15 m na pobřeží Středozemního moře, nedaleko izraelsko-libanonské hranice. Patří mezi vyhlášená turistická letoviska. Obcí prochází pobřežní železniční trať. Nachází se tu železniční stanice Naharija.

## Dějiny
Naharija byla založena německými židovskými přistěhovalci roku 1934, podle jiného zdroje už roku 1930. První stavby byly dokončeny v roce 1933 a 10. února 1935 se v Nahariji usadily první rodiny. 10. únor 1935 je oficiálně považován za datum založení Naharije. Jméno získala nová osada podle vodního toku (vádí Nachal Ga'aton, které zde dřív ústilo do Středozemního moře).
Nedaleko Naharije vedla ve starověku pobřežní stezka spojující Egypt a Fénicii. Dochovaly se tu pozůstatky osídlení z kanaánitského období nebo římská cesta s nápisem z doby císaře Nerona. Osídlení pak pokračovalo i do středověku. Stával tu byzantský kostel. Byl tu také rytíři Řádu templářů postaven hrad Le'imbert.
Ve 20. století zde sionistický aktivista původem z Berlína Joseph Levy vykoupil 2000 dunamů (2 km²) do židovského vlastnictví. Zakladatelé Naharije tu původně zamýšleli vybudovat zemědělskou osadu, ale brzy si uvědomili nepraktičnost takového záměru. V roce 1941 byla vesnice Naharija povýšena na místní radu (malé město). V té době velká část původních osadníků přerušila kultivaci svých zemědělských farem a začali využívat příhodné přímořské polohy obce, zejména pro turistický ruch. Známým turistickým místem se proto Naharija stala už v období britské mandátní správy, kdy do této oblasti přijížděli britští důstojníci.
Podle plánu OSN na rozdělení Palestiny z roku 1947 měla být Naharija začleněna do navrhovaného arabského státu, ale v následné válce ji v rámci operace Ben Ami dobyly židovské síly.
Kvůli své zeměpisné poloze v blízkosti libanonsko-izraelské hranice se Naharija v průběhu let stala častým cílem raketového ostřelování i přímých teroristických útoků ze strany palestinských a islámských skupin. To vedlo k citelným finančním ztrátám zejména když k útokům docházelo v průběhu rekreační sezóny. V současnosti se v Nahariji nachází oblast přímořských soukromých i veřejných pláží s parkem, hotely, malým přístavem a velkým množstvím kaváren, barů restaurací a nočních podniků. Kromě cestovního ruchu je v oblasti rozšířen průmysl potravinářský, mléčný a ocelářský.
V Nahariji se nachází 22 škol, z čehož je 15 základních a 7 středních. Na východním okraji města stojí Nemocnice pro západní Galileu Naharija.

## Demografie
Podle údajů z roku 2009 tvořili naprostou většinu obyvatel Židé – přibližně 46 400 osob (včetně statistické kategorie „ostatní“, která zahrnuje nearabské obyvatele židovského původu ale bez formální příslušnosti k židovskému náboženství, přibližně 49 800 osob).
Jde o středně velkou obec městského typu s dlouhodobě mírně rostoucí populací. K 31. prosinci 2015 zde žilo 54 300 lidí.
| Rok  | Obyvatelé |
| ---- | --------- |
| 1948 | 1 722     |
| 1949 | 2 900     |
| 1950 | 5 000     |
| 1951 | 8 200     |
| 1952 | 9 000     |
| 1953 | 9 200     |
| 1954 | 9 500     |
| 1955 | 9 800     |
| 1956 | 11 700    |
| 1957 | 13 200    |
| 1958 | 13 600    |
| 1959 | 14 200    |

| Rok  | Obyvatelé |
| ---- | --------- |
| 1960 | 14 400    |
| 1961 | 14 910    |
| 1962 | 15 900    |
| 1963 | 17 000    |
| 1964 | 18 700    |
| 1965 | 19 500    |
| 1966 | 20 000    |
| 1967 | 20 200    |
| 1968 | 20 700    |
| 1969 | 21 100    |
| 1970 | 21 900    |
| 1971 | 23 000    |

| Rok  | Obyvatelé |
| ---- | --------- |
| 1972 | 24 000    |
| 1973 | 27 200    |
| 1974 | 27 300    |
| 1975 | 27 300    |
| 1976 | 27 300    |
| 1977 | 27 500    |
| 1978 | 27 600    |
| 1979 | 28 200    |
| 1980 | 28 800    |
| 1981 | 28 800    |
| 1982 | 28 600    |
| 1983 | 27 800    |

| Rok  | Obyvatelé |
| ---- | --------- |
| 1984 | 28 600    |
| 1985 | 28 700    |
| 1986 | 28 900    |
| 1987 | 29 400    |
| 1988 | 29 800    |
| 1989 | 30 600    |
| 1990 | 34 000    |
| 1991 | 37 200    |
| 1992 | 36 800    |
| 1993 | 37 100    |
| 1994 | 37 500    |
| 1995 | 36 989    |

| Rok  | Obyvatelé |
| ---- | --------- |
| 1996 | 38 066    |
| 1997 | 39 734    |
| 1998 | 41 297    |
| 1999 | 42 800    |
| 2000 | 44 147    |
| 2001 | 45 990    |
| 2002 | 47 400    |
| 2003 | 48 400    |
| 2004 | 49 300    |
| 2005 | 49 800    |
| 2006 | 50 400    |
| 2007 | 51 000    |

| Rok  | Obyvatelé |
| ---- | --------- |
| 2008 | 51 300    |
| 2009 | 51 200    |
| 2010 | 51 700    |
| 2011 | 52 600    |
| 2012 | 53 000    |
| 2013 | 53 400    |
| 2014 | 53 900    |
| 2015 | 54 300    |
| 2016 | 54 900    |
| 2017 | 56 100    |
| 2018 | 56 900    |
| 2019 | 60 000    |

* údaje od roku 2010 zaokrouhleny na stovky

## Významní rodáci
- Gil'ad Šalit – izraelský voják
- Viktor Tsyhankov – ukrajinský fotbalista

## Partnerská města
- Liberec, Česko